# 1302
El 1302 (MCCCII) fou un any comú començat en dilluns. Pertany al segle xiv, que es considera de la baixa edat mitjana segons la divisió més comuna a la historiografia occidental

## Esdeveniments
- Roger de Flor funda la companyia dels almogàvers
- Es decideix convocar les Corts valencianes regularment cada tres anys
- Se signa la Pau de Caltabellotta[1] que posa fi a la guerra siciliana
- Batalla de Kortrijk, entre flamencs i francesos[2]
- Batalla de Bafeu, amb una derrota romana d'Orient entront els turcs
- Cau Arwad, el darrer fort d'importància cristià al Llevant
- Publicació de la butlla papal Unam Sanctam, que reforça el poder espiritual del pontífex
- Creació dels Estats Generals de França

## Naixements
- Ramon Roger II de Pallars Sobirà, comte

## Necrològiques
- 13 de desembre - Lieja (Principat de Lieja), Adolf II de Waldeck, príncep-bisbe
- Al-Hàkim I (abbàssida del Caire), califa
- Roger Bernat III de Foix, noble català
- Violant d'Aragó i de Sicília, princesa d'Aragó
- Cimabue, pintor